# Tabuenca
Tabuenca ist ein spanischer Ort und eine Gemeinde (municipio) mit 311 Einwohnern (Stand: 2024) im Nordwesten der Provinz Saragossa der Autonomen Region Aragonien.

## Lage
Tabuenca liegt knapp 60 km (Luftlinie) westnordwestlich der Provinzhauptstadt Saragossa in einer Höhe von etwa 780 m im Moncayo-Massiv. Die höchste Erhebung in der Gemeinde ist der Peña de las Armas mit einer Höhe von 1136 m.
Das Klima ist gemäßigt bis warm; Regen (ca. 485 mm/Jahr) fällt übers Jahr verteilt.

## Bevölkerungsentwicklung
| Jahr      | 1970 | 1981 | 1991 | 2001 | 2011 | 2021 |
| Einwohner | 795  | 618  | 547  | 478  | 394  | 320  |

## Sehenswürdigkeiten
- Johannes-der-Täufer-Kirche (Iglesia de San Juan Bautista) aus dem 16. Jahrhundert
- Rathaus aus dem 16. Jahrhundert

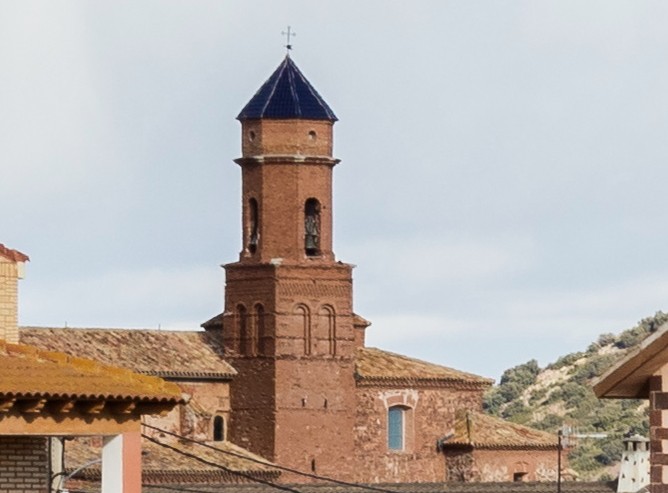
Johannes-der-Täufer-Kirche